# Alekséievka (Kursk)
Alekséievka — Алексеевка (rus) — és un poble del districte de Kastórnoie (óblast de Kursk, Rússia) que el 2010 tenia 30 habitants.